# Pierre Drancourt
Pierre Drancourt (Maubeuge, 10 mei 1982) is een Frans voormalig professioneel wielrenner. Hij reed onder meer drie seizoenen voor Bouygues Télécom.

## Belangrijkste overwinningen
2004
1e etappe Ronde van de Haut-Anjou
2009
Parijs-Mantes-en-Yvelines
2011
Parijs-Mantes-en-Yvelines
GP des Marbriers

## Resultaten in voornaamste wedstrijden
| Jaar | Ronde van Italië | Ronde van Frankrijk | Ronde van Spanje |
| ---- | ---------------- | ------------------- | ---------------- |
| 2006 |                  |                     | 108e             |
| 2007 | 129e             |                     |                  |

## Ploegen
- 2005 –  Bouygues Télécom
- 2006 –  Bouygues Télécom
- 2007 –  Bouygues Télécom
- 2008 –  Groupe Gobert.com
- 2012 –  Roubaix Lille Métropole